# Paul Illing

Paul Illing (1932)

Paul Illing (* 9. Januar 1904 in Landstraßen, Österreich-Ungarn; † 8. Juni 1984 in Viechtach) war ein deutscher Kommunalpolitiker der NSDAP. Er war von 1939 bis 1945 Landrat des Landkreises Leitmeritz im Reichsgau Sudetenland.

## Leben
Illing absolvierte das Gymnasium in Prachatitz. Anschließend studierte er an der Hochschule für Bodenkultur in Wien. Dort trat er am 1. März 1923 der NSDAP und SA bei und fungierte als Blockleiter. Später ging er im Auftrag der NSDAP in die Tschechoslowakei und wirkte als Stellvertreter von Hans Krebs an der Spitze der deutschvölkischen Turnbewegung. 1929 gehörte Illing zu den Initiatoren der Gründung des Volkssport und fungierte danach als dessen organisatorischer Führer sowie Landesführer Böhmen. Im Volkssportprozess wurde der in Lovosice lebende Illing 1932 wegen staatsfeindlicher Tätigkeit zu einer Haftstrafe von zwei Jahren und sieben Monaten verurteilt. 1936 nahm der inzwischen der Sudetendeutschen Partei beigetretene Illing ein Studium der Rechtswissenschaften an der Karl-Ferdinands-Universität auf. Im Jahre 1938 übersiedelte Illing auf Einladung von Heinrich Himmler in das Deutsche Reich, wo er zum SS-Sturmbannführer befördert und im Stab des SS-Oberabschnittes „Elbe“ als Leiter zweier Abteilungen eingesetzt wurde (SS-Nummer 309.731). Illing wurde am 30. Januar 1939 zum Obersturmbannführer befördert. Am 21. März 1939 beantragte er die Aufnahme in die NSDAP und wurde rückwirkend zum 1. Dezember 1938 aufgenommen (Mitgliedsnummer 6.429.347).
Nach der Besetzung der „Rest-Tschechei“ wurde Illing am 15. März 1939 von Himmler als dessen Dolmetscher und Führer nach Prag beordert. Anschließend wirkte er als Leiter der SS-Annahmestelle des SS-Oberabschnittes „Elbe“ und baute als Standortführer von Prag die SS im nördlichen Protektorat Böhmen und Mähren auf. Illing wurde im Dezember 1939 kommissarisch als Landrat des Landkreises Leitmeritz eingesetzt. Seit dieser Zeit war er zugleich ehrenamtlicher Führer der 103. SS-Standarte in Aussig und ab Juni 1940 ehrenamtlicher Gau-Organisationsleiter in Reichenberg. Von Rudolf Heß wurde Illing zum Stabsleiter in die NSDAP-Gauleitung Reichenberg berufen. 1940 wurde Illing in Prag zum Dr. jur. promoviert.
Im Dezember 1940 wurde er offiziell als Landrat von Leitmeritz bestätigt, später übernahm er zugleich auch das Amt des Landrates von Dauba.
Nach dem Ende des Zweiten Weltkrieges floh Illing nach Westdeutschland, wo er zwischen 1947 und 1948 in amerikanischer Kriegsgefangenschaft war. Ab 1952 war Illing Hauptgeschäftsführer und von 1954 bis 1969 Bundesgeschäftsführer sowie Sekretär der Bundesversammlung der Sudetendeutschen Landsmannschaft. Außerdem war er Gründer des Verlags „Sudetenland“. Der Bundesminister für gesamtdeutsche Fragen Ernst Lemmer berief ihn in seinen Beirat.

## Auszeichnungen
- Totenkopfring
- Ehrendegen des Reichsführers SS
- Goldenes Parteiabzeichen der NSDAP
- Großes Bundesverdienstkreuz